# Joachim Büchner
Joachim Büchner   (Altenburg, 8 d'abril de 1905 - Leverkusen, 22 de febrer de 1978) va ser un atleta alemany, especialista en curses de velocitat, que va competir durant les dècades de 1920 i 1930.
El 1928 va prendre part en els Jocs Olímpics d'Amsterdam, on va guanyar la medalla de bronze en la cursa dels 400 metres del programa d'atletisme. Quatre anys més tard, als Jocs de Los Angeles, va disputar dues proves del programa d'atletisme. Fou quart en els 4x400 metres relleus i quedà eliminat en semifinals en els 400 metres.
Büchner va guanyar els títols nacionals de 400 metres de 1927, 1928 i 1929. Posteriorment va estar vinculat a l'ASV Köln, primer com a entrenador (1947-1950), després com a tresorer (1962-1969) i finalment com a president (1969-1977).

## Millors marques
- 100 metres llisos. 10.5" (1925)
- 200 metres llisos. 21.6" (1925)
- 400 metres llisos. 47.8" (1928)[1][2]